# Julen Lopetegui
Julen Lopetegui Argote (Asteasu, 28 de agosto de 1966) é um treinador e ex-futebolista espanhol que atuava como goleiro. Atualmente comanda a Seleção do Catar. 

## Carreira

### Jogador
Participou em 149 jogos na La Liga durante 11 temporadas, pelo Real Madrid, Logroñés, Barcelona e Rayo Vallecano. Também fez 168 jogos na Segunda Divisão, com três clubes, e representou Espanha no Campeonato do Mundo de 1994. Destacou-se com as camisas de Logroñés e Rayo Vallecano. Ainda jogou por Real Sociedad B, Castilla, Las Palmas, Real Madrid (uma partida) e Barcelona (cinco jogos). Pendurou as luvas em 2002, depois do rebaixamento do Rayo Vallecano à Segunda Divisão espanhola.

### Seleção Espanhola
Disputou uma única partida pela Seleção Espanhola, em 1994, num amistoso contra a Croácia disputado em Valência, na Espanha, jogo em que os croatas venceram pelo placar de 2 a 0. Neste mesmo ano ele foi convocado para defender a Fúria na Copa do Mundo de 1994. Ficou no banco de reservas, vendo de lá a boa campanha de seus companheiros de time, que caíram frente à Itália, graças a um gol de Roberto Baggio.

## Treinador
Lopetegui começou a carreira de treinador em 2003, onde passou vários anos no comando das equipes mais jovens da Seleção Espanhola. Ganhou títulos europeus nos sub-19 e sub-21. Foi depois treinador principal do FC Porto de maio de 2014 a janeiro de 2016.

### Rayo Vallecano
Voltou ao Rayo em 2003, desta vez para comandar o time, função exercida até 2004, quando se afastou da profissão de treinador. Aventurou-se como comentarista esportivo até 2006, quando recebeu convite do Castilla (time B do Real Madrid) para exercer o comando técnico.
Desde 2010, Lopetegui (ou Lopetegi, em basco) alterna-se no comando das Seleções Sub-19 e Sub-20 da Espanha.

### FC Porto
No dia 6 de maio de 2014 tornou-se treinador do Futebol Clube do Porto com contrato válido por três temporadas, mas a 7 de janeiro de 2016 é despedido depois de uma sucessão de maus resultados, do afastamento da Liga dos Campeões para a Liga Europa e de uma enorme contestação por parte dos adeptos, deixando o Porto faltando ainda cumprir metade do seu contrato. No FC Porto foi sucedido por Rui Barros (este de forma interina) e depois por José Peseiro, que viria a sair no final da temporada 2015-2016. No balanço, Lopetegui saiu do Porto ao fim de ano e meio, sem conquistar qualquer título.

### Seleção Espanhola
No dia 21 de Julho de 2016, 6 meses após ter sido despedido do FC Porto, foi anunciado pela Real Federação Espanhola de Futebol como o novo treinador da Seleção Espanhola, sucedendo Vicente del Bosque.
A 2 dias da Copa do Mundo de 2018, ele foi demitido pela RFEF, deixando de comandar a seleção neste torneio. O motivo da demissão foi o contrato assinado com a equipe do Real Madrid, anunciado dias antes, sendo substituído por Fernando Hierro.

### Real Madrid
Em 12 de junho de 2018, o Real Madrid anunciou por meio de um comunicado oficial o acerto com Lopetegui, que assumirá o clube após a participação da Espanha na Copa do Mundo, sendo já apresentado oficialmente ao clube um dia após sua demissão da seleção espanhola. Na oportunidade ele alegou se tratar do dia mais feliz de sua vida.
Foi demitido em 29 de outubro, um dia após a derrota por 5–1 para o Barcelona.

### Wolverhampton Wanderers
No dia 5 de novembro de 2022, o Wolverhampton anunciou que Lopetegui irá começar a treinar sua equipe principal a partir do dia 14 de novembro. Sua saída foi anunciada no dia 08 de agosto de 2023, deixando o clube após 10 meses.

### West Ham
No dia 23 de maio de 2024 foi anunciado como novo treinador do West Ham.
Em janeiro de 2025, através de um comunicado, a diretoria do clube londrino anunciou a demissão do técnico. O espanhol comandou a equipe em 22 jogos, entre Premier League e Copa da Liga Inglesa. Ao todo, foram sete vitórias, cinco empates e dez derrotas desde que assumiu a equipe.

## Estatísticas como treinador
| Espanha    | Rayo Vallecano           | 2003 | 2003 | 11  | 2  | 2  | 7  | 24.24% |
| Espanha    | Real Madrid Castilla     | 2008 | 2009 | 38  | 18 | 9  | 11 | 55.26% |
| Espanha    | Seleção Espanhola Sub-19 | 2010 | 2013 | 11  | 8  | 3  | 0  | 81.82% |
| Espanha    | Seleção Espanhola Sub-20 | 2010 | 2013 | 10  | 7  | 2  | 1  | 76.67% |
| Espanha    | Seleção Espanhola Sub-21 | 2012 | 2014 | 11  | 11 | 0  | 0  | 100%   |
| Portugal   | Porto                    | 2014 | 2016 | 77  | 53 | 15 | 9  | 75.32% |
| Espanha    | Seleção Espanhola        | 2016 | 2018 | 20  | 14 | 6  | 0  | 80%    |
| Espanha    | Real Madrid              | 2018 | 2018 | 14  | 6  | 2  | 6  | 47.62% |
| Espanha    | Sevilla                  | 2019 | 2022 | 170 | 90 | 44 | 36 | 61.57% |
| Inglaterra | Wolverhampton            | 2022 | 2023 | 27  | 10 | 6  | 11 | 50.7%  |
| Inglaterra | West Ham                 | 2024 | 2025 | 22  | 7  | 5  | 10 |        |

## Títulos

### Como jogador
Real Madrid
- La Liga: 1989–90

Barcelona
- Supercopa da Espanha: 1994

### Como técnico
Espanha Sub-19
- Campeonato Europeu de Futebol Sub-19: 2012

Espanha Sub-21
- Campeonato Europeu de Futebol Sub-21: 2013

Sevilla FC
- Liga Europa da UEFA: 2019–20